# Меленцы
Меле́нцы (укр. Меленці) — село на Украине, находится в Любарском районе Житомирской области.
Код КОАТУУ — 1823184301. Население по переписи 2001 года составляет 389 человек. Почтовый индекс — 13112. Телефонный код — 4147. Занимает площадь 18,048 км².

## Адрес местного совета
13112, Житомирская область, Любарский р-н, с. Меленцы, ул. Гагарина, 1